# Omloop Het Nieuwsblad de 2018
A 73.ª edição da clássica ciclista Omloop Het Nieuwsblad foi uma corrida na Bélgica que se celebrou a 24 de fevereiro de 2018 sobre um percurso de 196,2 quilómetros com início na cidade de Gante e final no município de Meerbeke.
A corrida fez parte do UCI World Tour 2018, calendário mundial de ciclismo, sendo a quarta corrida do circuito.
O teste foi vencido pelo dinamarquês Michael Valgren, da equipe Astana, chegando sozinho na frente do pelotão. O pódio foi completado por Łukasz Wiśniowski (Team Sky) e Sep Vanmarcke (EF Education First-Drapac) ocupando as segunda e terceira posições, respectivamente.

## Percurso
O início da corrida foi na cidade de Gante e o fim foi na aldeia de Meerbeke, numa distância de 196,2 km.
| 1  | Leberg         | 700  | 6.1% | 64,1  |
| 2  | Den Ast        | 350  | 5.5% | 97,8  |
| 3  | Katteberg      | 750  | 6%   | 105,9 |
| 4  | Leberg         | 700  | 6,1% | 118,3 |
| 5  | Kokkerelle     | 700  | 6%   | 131,4 |
| 6  | Wolvenberg     | 800  | 6,3% | 134,5 |
| 7  | Molenberg      | 500  | 7%   | 143,5 |
| 8  | Leberg         | 700  | 6,1% | 154,4 |
| 9  | Berendries     | 900  | 7.2% | 158,5 |
| 10 | Valkenberg     | 550  | 8.2% | 163,8 |
| 11 | Tenbosse       | 455  | 6.4% | 170,1 |
| 12 | Muur-Kapelmuur | 1000 | 9.2% | 180,4 |
| 13 | Bosberg        | 1350 | 5%   | 184,3 |

## Equipas participantes
Tomaram parte na corrida 25 equipas: 17 de categoria UCI World Tour de 2018 convidados pela organização; 8 de categoria Profissional Continental. Formando assim um pelotão de 175 ciclistas dos que acabaram 98. As equipas participantes foram:
| Equipes WorldTeam (17)- AG2R La Mondiale - Astana - Bahrain-Merida - BMC Racing Team - Bora-Hansgrohe - Dimension Data - EF Education First-Drapac p/b Cannondale - FDJ - Katusha-Alpecin - Lotto NL-Jumbo - Lotto Soudal - Mitchelton-Scott - Quick-Step Floors - Sky - Team Sunweb - Trek-Segafredo - UAE Team Emirates Equipes profissionais Continentais (8)- Cofidis, Solutions Crédits - Fortuneo-Samsic - Roompot-Nederlandse Loterij - Sport Vlaanderen-Baloise - Vérandas Willems-Crelan - Vital Concept - Wanty-Groupe Gobert - WB-Aqua Protect-Veranclassic |
| |

## Classificações finais
- As classificações finalizaram da seguinte forma:[4]

### Classificação geral
| \| Classificação geral \| Classificação geral \| Classificação geral \| Classificação geral \| Classificação geral \| \| Ciclista \| Ciclista \| Equipe \| Tempo \| \| \| ------------------- \| --------------------- \| -------------------------- \| ------------------- \| ------------------- \| \| 1. \| Michael Valgren \| Astana \| 4h50m14s \| \| \| 2. \| Łukasz Wiśniowski \| Team Sky \| + 12s \| \| \| 3. \| Sep Vanmarcke \| EF Education First-Drapac \| + 12s \| \| \| 4. \| Jasper Stuyven \| Trek-Segafredo \| + 12s \| \| \| 5. \| Philippe Gilbert \| Quick-Step Floors \| + 12s \| \| \| 6. \| Edward Theuns \| Team Sunweb \| + 12s \| \| \| 7. \| Bert Van Lerberghe \| Cofidis, Solutions Crédits \| + 12s \| \| \| 8. \| Sonny Colbrelli \| Bahrain-Merida \| + 12s \| \| \| 9. \| Arnaud Démare \| FDJ \| + 12s \| \| \| 10. \| Marcus Burghardt \| Bora-Hansgrohe \| + 12s \| \| \| 11. \| Owain Doull \| Team Sky \| + 12s \| \| \| 12. \| Mads Würtz \| Katusha-Alpecin \| + 12s \| \| \| 13. \| Scott Thwaites \| Dimension Data \| + 12s \| \| \| 14. \| Sacha Modolo \| EF Education First-Drapac \| + 12s \| \| \| 15. \| Dries Van Gestel \| Sport Vlaanderen-Baloise \| + 12s \| \| \| 16. \| Timo Roosen \| LottoNL-Jumbo \| + 12s \| \| \| 17. \| Amaury Capiot \| Sport Vlaanderen-Baloise \| + 12s \| \| \| 18. \| Silvan Dillier \| AG2R La Mondiale \| + 12s \| \| \| 19. \| Amund Grøndahl Jansen \| LottoNL-Jumbo \| + 12s \| \| \| 20. \| Zdeněk Štybar \| Quick-Step Floors \| + 12s \| \| |                       |                            |          |
| |                       |                            |          |
| Fonte: ProCyclingStats |                       |                            |          |
| Classificação geral |                       |                            |          |
| Ciclista | Ciclista              | Equipe                     | Tempo    |
| 1. | Michael Valgren       | Astana                     | 4h50m14s |
| 2. | Łukasz Wiśniowski     | Team Sky                   | + 12s    |
| 3. | Sep Vanmarcke         | EF Education First-Drapac  | + 12s    |
| 4. | Jasper Stuyven        | Trek-Segafredo             | + 12s    |
| 5. | Philippe Gilbert      | Quick-Step Floors          | + 12s    |
| 6. | Edward Theuns         | Team Sunweb                | + 12s    |
| 7. | Bert Van Lerberghe    | Cofidis, Solutions Crédits | + 12s    |
| 8. | Sonny Colbrelli       | Bahrain-Merida             | + 12s    |
| 9. | Arnaud Démare         | FDJ                        | + 12s    |
| 10. | Marcus Burghardt      | Bora-Hansgrohe             | + 12s    |
| 11. | Owain Doull           | Team Sky                   | + 12s    |
| 12. | Mads Würtz            | Katusha-Alpecin            | + 12s    |
| 13. | Scott Thwaites        | Dimension Data             | + 12s    |
| 14. | Sacha Modolo          | EF Education First-Drapac  | + 12s    |
| 15. | Dries Van Gestel      | Sport Vlaanderen-Baloise   | + 12s    |
| 16. | Timo Roosen           | LottoNL-Jumbo              | + 12s    |
| 17. | Amaury Capiot         | Sport Vlaanderen-Baloise   | + 12s    |
| 18. | Silvan Dillier        | AG2R La Mondiale           | + 12s    |
| 19. | Amund Grøndahl Jansen | LottoNL-Jumbo              | + 12s    |
| 20. | Zdeněk Štybar         | Quick-Step Floors          | + 12s    |

## UCI World Ranking
A Flecha Valona outorga pontos para o UCI World Tour de 2018 e o UCI World Ranking, este último para corredores das equipas nas categorias UCI WorldTeam, Profissional Continental e Equipas Continentais. As seguintes tabelas mostram o barómetro de pontuação e os 10 corredores que obtiveram mais pontos:
| Posição   | 1.º | 2.º | 3.º | 4.º | 5.º | 6.º | 7.º | 8.º | 9.º | 10.º | 11.º | 12.º | 13.º | 14.º | 15.º-20.º | 21.º-30.º | 31.º-50.º | 51.º-55.º | 56.º-60.º |
| Pontuação | 300 | 250 | 215 | 175 | 120 | 115 | 95  | 75  | 60  | 50   | 40   | 35   | 30   | 25   | 20        | 12        | 5         | 2         | 1         |

| 1.º  | Michael Valgren    | Astana                     | 300 |
| 2.º  | Łukasz Wiśniowski  | Sky                        | 250 |
| 3.º  | Sep Vanmarcke      | EF Education First-Drapac  | 215 |
| 4.º  | Jasper Stuyven     | Trek-Segafredo             | 175 |
| 5.º  | Philippe Gilbert   | Quick-Step Floors          | 120 |
| 6.º  | Edward Theuns      | Sunweb                     | 115 |
| 7.º  | Bert Van Lerberghe | Cofidis, Solutions Crédits | 95  |
| 8.º  | Sonny Colbrelli    | Bahrain Merida             | 75  |
| 9.º  | Arnaud Démare      | FDJ                        | 60  |
| 10.º | Marcus Burghardt   | Bora-Hansgrohe             | 50  |